# Yara Bernette
Yara Bernette (eigentlich Bernette Epstein, * 14. März 1920 in Boston; † 30. März 2002 in São Paulo) war eine brasilianische Pianistin und Musikpädagogin US-amerikanischer Herkunft. Sie gab, wenn auch in den Vereinigten Staaten geboren, ihre amerikanische Staatsbürgerschaft früh auf.

## Leben und Werk
Yara Bernette wurde im März 1920 als Bernette Epstein in Boston geboren, als Tochter des russisch-jüdischen Einwanderers Morris Epstein und seiner Frau Dorothy Mandelbaum Epstein.  Als Bernette sechs Monate alt war, zog ihre Familie nach São Paulo um, wo sie aufwuchs und den größten Teil ihres Lebens verbrachte. Sie besuchte dort das Ginásio Oswaldo Cruz, das sie 1937 abschloss. Im Alter von sechs Jahren begann sie bei ihrem Onkel José Klías, einem der führenden brasilianischen Klavierlehrer und Schüler des deutschen Konzertpianisten Martin Krause, das Klavierspiel zu erlernen. Klías war über 20 Jahre ihr einziger Klavierlehrer. Yara Bernette begegnete in Klías Haus Musikern wie Claudio Arrau, Artur Rubinstein und Alexander Brailowsky.
Im Alter von elf Jahren trat sie erstmals öffentlich in einem Kinderkonzert im Theatro Municipal von São Paulo auf. Ihr professionelles musikalisches Debüt gab sie 1938 mit dem Orquestra Sinfonica de São Paulo. 1942 gab sie unter Zusprache von Arthur Rubinstein und von Claudio Arrau in der Town Hall in New York ihr USA-Debüt. Seither trat sie erfolgreich in Konzertsälen der USA und Europas auf.
Von 1972 bis 1992 leitete sie die Klavierabteilung der Hochschule für Musik und Theater Hamburg. Danach setzte sie ihre Lehrtätigkeit in Brasilien fort. 1995. Anlässlich ihres 75. Geburtstages wurde sie von ihren ehemaligen Hochschulstudenten in Hamburg in einem Recital gefeiert. Zu diesem Anlass wurde vom Deutschen Fernsehen ein Porträt erstellt und gesendet. 1996 gab sie in Santa Catarina ein Gedenkkonzert für ihre Karriere über sechs Jahrzehnte hinweg. Sie spielte bei diesem Konzert Werke von Haydn, Beethoven, Chopin und Schumann.
1970 spielte sie ihre erste LP mit neun der Präludien op. 23 und elf der Präludien von op. 32 von Sergei Rachmaninow für die Deutsche Grammophon ein. 1995 spielte sie im Alter von 75 Jahren ein Soloalbum mit 19 kurzen Stücken ein, die sie zuvor alle als Zugaben in Recitals verwendet hatte, darunter Stücke von Johann Sebastian Bach, Domenico Scarlatti, Domenico Paradies, Wolfgang Amadeus Mozart, Ludwig van Beethoven, Frédéric Chopin, Robert Schumann, Johannes Brahms, Claude Debussy, Heitor Villa-Lobos und Sergei Rachmaninow.
In ihren späten Jahren war sie als Jurorin für US-amerikanische Wettbewerbe wie den Van Cliburn International Piano Competition tätig. Bernette galt als eine der führenden Pianisten Brasiliens des 20. Jahrhunderts. Sie war Mitglied der American Guild of Musical Artists.